# Wolfgang Rübsam
Wolfgang Friedrich Rübsam (* 16. Oktober 1946 in Gießen) ist ein deutsch-amerikanischer Organist, Pianist, Komponist und Musikpädagoge.

## Leben
Wolfgang Rübsam erhielt seinen ersten Orgelunterricht beim Fuldaer Domorganisten Erich Ackermann. Es folgten Orgelstudien bei Robert T. Anderson (Southern Methodist University, Dallas, Texas), Marie-Claire Alain und Helmut Walcha (Musikhochschule in Frankfurt am Main). Rübsam war Preisträger beim Internationalen Orgelwettbewerb in Fort Wayne (USA) und gewann 1973 als erster deutscher Organist den Grand Prix de Chartres in Interpretation.
1974 erhielt Rübsam eine Professur für Orgel an der Northwestern University in Evanston, Illinois (USA) und wurde zusätzlich 1981 zum Universitätsorganisten an der Rockefeller Memorial Chapel der University of Chicago, Illinois, ernannt. Von 1997 bis 2011 war er Professor für Künstlerisches Orgelspiel an der Hochschule für Musik Saar in Saarbrücken. Darüber hinaus war er von 1998 bis 2003 Artist in Residence und Universitätsorganist an der Lawrence University in Appleton, Wisconsin (USA).
Wolfgang Rübsam hat mehr als 130 Tonträger aufgenommen, darunter zwei Einspielungen sämtlicher Orgelwerke von Johann Sebastian Bach, sowie Gesamtaufnahmen der Orgelwerke von Dieterich Buxtehude, Jean-Adam Guilain, Felix Mendelssohn Bartholdy, César Franck, Louis Vierne und Jehan Alain und Einspielungen mit Werken von Franz Liszt, Johann Pachelbel, Max Reger und Josef Gabriel Rheinberger. Darüber hinaus spielte er einen Großteil der Klavierwerke von Johann Sebastian Bach auf Bösendorfer-Flügeln und Lautenklavier ein. Er ist Tonmeister und Produzent der International Organ Encyclopedia bei Naxos International und ein international gefragter Konzertorganist und Juror bei Orgelwettbewerben.
Wolfgang Rübsam, der seit 2005 die amerikanische Staatsbürgerschaft besitzt, arbeitet zudem als US-lizenzierter Barber (zusätzlich zu seiner 2005 bestandenen deutschen Meisterprüfung als Friseur) und ist ebenfalls als Komponist für die Musikverlage Augsburg Fortress in Minneapolis, Minnesota und Schott Music in Mainz tätig.

## Diskografie

### Orgel
- Jehan Alain: Complete Works for Organ Vol. 1 & 2 (Counterpoint Classics, 2020. Je 1 CD) Aufgenommen 1970 an der Rieger-Orgel der Abteikirche Marienstatt. 
  - auch als: Jehan Alain: Orgelwerke 1–3. (Da Camera Magna, 1976. Je 1 LP)
- Johann Sebastian Bach: Das Orgelwerk. Die Kunst der Fuge. (Philips, 1993. 16 CDs.) Aufgenommen 1977 an der Metzler-Orgel in St. Nikolaus, Frauenfeld, Schweiz (CDs 1–12) bzw. der Hockhois/Marcussen-Orgel im Freiburger Münster (CDs 13–16).
- Johann Sebastian Bach: Präludien und Fugen BWV 536, 543, 545, 548 (Philips 6549950 (051007). 1 LP. 1974, Aufnahme 1973: Große Orgel der Kathedrale zu Chartres)
- Johann Sebastian Bach: Schübler Chorales BWV 645–650, Fantasia & Fugue c-Moll, BWV 537, Dorian Toccata & Fugue d-Moll, BWV 538, Pièce d’Orgue, BWV 572, C Major Prelude & Fugue, BWV 545. Aufgenommen im Juli 1988 an der Metzler-Orgel in St. Michael, Eutin. (Naxos 8.553150. 1 CD. 1994)

auch als: Johann Sebastian Bach: Schübler-Choräle & Große Orgelwerke (Bayer Records 1991)
- Johann Sebastian Bach: Berühmte Orgelstücke/Organ Favourites. (Naxos 8.550184. 1 CD.) Aufgenommen im August 1988 an der Flentrop-Orgel (Warner Concert Hall) des Conservatory of Music, Oberlin College, Ohio (USA).
- Johann Sebastian Bach: Triosonatas BWV 525, 526 and 527, Prelude and Fugue BWV 543. (Naxos 8.550651. 1 CD.) Aufgenommen im November 1989 an der Schnitger-Orgel der Martinikerk, Groningen (Niederlande).
- Johann Sebastian Bach: Triosonatas BWV 528, 529 and 530, Prelude and Fugue BWV 547. (Naxos 8.550653. 1 CD.) Aufgenommen im November 1989 an der Schnitger-Orgel der Martinikerk, Groningen (Niederlande).
- Johann Sebastian Bach: Präludien, Fantasien und Fugen BWV 536, 541, 542, 544 und 546. Aufgenommen im November 1989 an der Schnitger-Orgel der Martinikerk, Groningen (Niederlande). Naxos 8.550652. 1 CD.
- Johann Sebastian Bach: Die Kunst der Fuge Vol. 1 : Contrapunctus I-XV. Aufgenommen im April 1992 an der Flentrop-Orgel der Duke Chapel, Duke University, Durham, North Carolina (USA). Naxos 8.550703. 1 CD.
- Johann Sebastian Bach: Die Kunst der Fuge Vol. 2 : Contrapunctus XVI-XIX; Partita über “Sei gegrüßet, Jesu gütig” BWV 768; Passacaglia c-Moll BWV 582.

Aufgenommen im April 1992 an der Flentrop-Orgel der Duke Chapel, Duke University, Durham, North Carolina (USA). Naxos 8.550704. 1 CD.
- Johann Sebastian Bach: Orgeltranskriptionen Aufgenommen im Mai 1993 an der Flentrop-Orgel der St. Mark’s Cathedral, Seattle, Washington (USA). Naxos 8.550936. 1 CD.
- Johann Sebastian Bach: Orgelchoräle aus der Leipziger Handschrift Vol. 1 : Choräle BWV 651–658; Toccata, Adagio und Fuge C-Dur BWV 564. Aufgenommen im Juni 1993 an der Taylor and Boody-Orgel des Holy Cross College, Worcester, Massachusetts (USA). Naxos 8.550901. 1 CD.
- Johann Sebastian Bach: Orgelchoräle aus der Leipziger Handschrift Vol. 2 : Choräle BWV 659–668; Kanonische Veränderungen über „Vom Himmel hoch“ BWV 769.

Aufgenommen im Juni 1993 an der Taylor and Boody-Orgel des Holy Cross College, Worcester, Massachusetts (USA). Naxos 8.550927. 1 CD.
- Johann Sebastian Bach: Clavierübung III Vol. 1 : Präludium BWV 552; Choräle BWV 669–681. Aufgenommen im Juli 1993 an der Silbermann-Orgel im Dom zu Freiberg. Naxos 8.550930. 1 CD.
- Johann Sebastian Bach: Clavierübung III Vol. 2 : Choräle BWV 682–689; Duette BWV 802–805; Fuge BWV 552. Aufgenommen im Juli 1993 an der Silbermann-Orgel im Dom zu Freiberg. Naxos 8.550930. 1 CD.
- Johann Sebastian Bach: Das Orgelbüchlein Vol. 1 : Choräle BWV 599–617; Präludien und Fugen BWV 531 & 534; Präludium BWV 568; Fantasia BWV 570; Fuge BWV 579.

Aufgenommen im Januar 1994 an der Flentrop-Orgel der Duke Chapel, Duke University, Durham, North Carolina (USA). Naxos 8.553031. 1 CD.
- Johann Sebastian Bach: Das Orgelbüchlein Vol. 2 : Choräle BWV 618–644; Fantasia BWV 562; Präludium und Fuge BWV 539. Aufgenommen im Januar 1994 an der Flentrop-Orgel der Duke Chapel, Duke University, Durham, North Carolina (USA). Naxos 8.553032. 1 CD.
- Johann Sebastian Bach: Orgelwerke : Präludien und Fugen BWV 535 & 550; Partita über „O Gott, du frommer Gott“ BWV 767; Trio g-Moll BWV 584; Fantasia super „Valet will ich dir geben“ BWV 736; Canzona d-Moll BWV 588; Allabreve D-Dur BWV 589. Aufgenommen im Januar 1994 an der Taylor and Boody-Orgel des Holy Cross College, Worcester, Massachusetts (USA). Naxos 8.553033. 1 CD.
- Johann Sebastian Bach: Kirnberger-Choräle und andere Orgelwerke Vol. 1 : Choräle BWV 690–701; Präludien und Fugen BWV 549 & 566; Partita über „Christ, der du bist der helle Tag“ BWV 766; Fuge BWV 574. Naxos 8.553134. 1 CD.
- Johann Sebastian Bach: Kirnberger-Choräle und andere Orgelwerke Vol. 2 : Choräle BWV 702–713; Toccata & Fuge F-Dur BWV 540; Fugen BWV 576 & 578; Partita über „Ach, was soll ich Sünder machen“ BWV 770. Naxos 8.553135. 1 CD.
- Johann Sebastian Bach: Organ Transcriptions. Orchestral Suites 2 & 3, Chaconne, transcribed for Organ by Wolfgang Rübsam. Aufgenommen an der Casavant-Orgel Opus 3762 (1998) der Church of St. Louis, King of France, St. Paul, Minnesota, USA. Leeuwarden: Brilliant Classics, 2023. 1 CD.
- Dietrich Buxtehude: Orgelwerke Vol. 3 : Präludium & Fuge BuxWV 146; Ciacona BuxWV159; Te Deum laudamus BuxWV 218; Passacaglia BuxWV 161; Präludium BuxWV 142; Choräle BuxWV 180, 182–186.

Aufgenommen im März 2002 an der John Brombaugh-Orgel der Central Lutheran Church, Eugene, Oregon (USA). Naxos 8.555991. 1 CD.
- Dietrich Buxtehude: Complete works for organ Vol. 1 Counterpoint Records, 2019.
- Dietrich Buxtehude: Complete works for organ Vol. 2 Counterpoint Records, 2019.
- Dietrich Buxtehude: Complete works for organ Vol. 3 Counterpoint Records, 2019.
- Dietrich Buxtehude: Complete works for organ Vol. 4 Counterpoint Records, 2019.
- Dietrich Buxtehude: Complete works for organ Vol. 5 Counterpoint Records, 2019.
- Dietrich Buxtehude: Complete works for organ Vol. 6 Counterpoint Records, 2019.
- François Couperin: Messe solemnelle à l’usage des paroisses. Aufgenommen an der Callinet-Orgel von Saint-Martin in Masevaux (Frankreich). Deutschland: Bellaphon Records, 1983. 1 LP.
- César Franck: Works for organ. Aufgenommen im Februar 1983 in der Cathédrale Sainte-Croix, Orléans. Counterpoint Records, 2020.
- Jean Adam Guilain: Orgelsuiten. Aufgenommen an der Rieger-Orgel der Abteikirche Marienstatt. Neckargemünd: Da Camera, 1974. DaCa 93 263. 1 LP.
- Felix Mendelssohn Bartholdy: Sämtliche Orgelwerke. Aufgenommen im Sommer 1982 an der Silbermann-Orgel von Saint-Pierre-le-Jeune, Straßburg und der Metzler-Orgel der Jesuitenkirche Luzern (Schweiz). Düsseldorf: Schwann Musica Mundi, 1983. 3 LPs.
- Olivier Messiaen: La Nativité du Seigneur. Aufgenommen im Februar 1983 in der Cathédrale Sainte-Croix in Orléans. Counterpoint Records, 2020.
- Johann Pachelbel: Orgelwerke Vol. 1 : Präludium in d; Fantasie in g; Toccaten in C, C,c, e und g; Ricercare in c und fis; Fugen in C, D und d; Komm, Gott Schöpfer heilger Geist; Gott der Vater wohn uns bei; Ciaconas in d und f; 3 weihnachtliche Choralvorspiele.

Aufgenommen im September 1998 in der ehemaligen Klosterkirche St. Peter und Paul, Weißenau. Naxos 8.554380. 1 CD.
- Max Reger: Orgelwerke : Zwei Choralfantasien op. 40; Choralfantasie über „Wachet auf“ op. 52 Nr. 2. Aufgenommen an der Rieger-Orgel der Abteikirche Marienstatt. Neckargemünd: Da Camera, 1976. 1 LP.
- Max Reger: Orgelwerke : Monologe op. 63 (Auszüge), 52 leicht ausführbare Choräle zu den gebräuchlichsten evangelischen Chorälen op. 67 (Auszüge).: Aufgenommen an der Rieger-Orgel der Abteikirche Marienstatt. Neckargemünd: Da Camera, 1978. 1 LP.
- Max Reger zum 125. Geburtstag : Variationen und Fuge über ein Thema von Mozart op. 132a für zwei Klaviere; Fantasie und Fuge über BACH op. 46; Choralfantasie über „Halleluja! Gott zu loben“ op. 52 Nr. 3. Aufgenommen im September 1998 im Dom zu Fulda (op. 46 & 52) und in der Hochschule für Musik Saar in Saarbrücken (op. 132a). Mainz: Wergo, 1998.
- Max Reger: Works for Organ Vol. 15. Aufgenommen in der Rockefeller Memorial Chapel, University of Chicago. Naxos 8.572908. 1 CD.
- Josef Gabriel Rheinberger: Works for Organ Vol. 1, Sonatas Nos. 1–4. Aufgenommen im Juni 1998 an der Sauer/Rieger-Orgel im Dom zu Fulda. Naxos 8.554212. 1 CD.
- Josef Gabriel Rheinberger: Works for Organ Vol. 2, Sonatas Nos. 5–7. Aufgenommen im Juni 1998 an der Sauer/Rieger-Orgel im Dom zu Fulda. Naxos 8.554213. 1 CD.
- Josef Gabriel Rheinberger: Works for Organ Vol. 3, Sonatas Nos. 8 & 9, Ten Trios Op. 49, Nos. 1–10. Aufgenommen an der Sauer/Rieger-Orgel im Dom zu Fulda. Naxos 8.554549. 1 CD.
- Josef Gabriel Rheinberger: Works for Organ Vol. 4, Sonatas Nos. 10 & 11, Five Trios Op. 189, Nos. 1–5. Aufgenommen an der Sauer/Rieger-Orgel im Dom zu Fulda. Naxos 8.554809. 1 CD.
- Josef Gabriel Rheinberger: Works for Organ Vol. 5, Sonatas Nos. 12 & 13, Seven Trios Op. 189, Nos. 6–12. Aufgenommen im Januar 2002 an der Sauer/Rieger-Orgel im Dom zu Fulda. Naxos 8.557184. 1 CD.
- Josef Gabriel Rheinberger: Works for Organ Vol. 6, Sonatas Nos. 14 & 16. Aufgenommen im April 2007 an der Sauer/Rieger-Orgel im Dom zu Fulda. Naxos 8.570313. 1 CD.
- Josef Gabriel Rheinberger: Works for Organ Vol. 7, Sonatas Nos. 17 & 18, Monologe op. 162 Nos. 1–6. Aufgenommen im Mai 2007 an der Sauer/Rieger-Orgel im Dom zu Fulda. Naxos 8.570314. 1 CD.
- Josef Gabriel Rheinberger: Works for Organ Vol. 8m Sonatas Nos. 19 & 20, Prelude and Fugue in C Minor, JWV 16. Aufgenommen im Mai 2007 an der Sauer/Rieger-Orgel im Dom zu Fulda. Naxos 8.570315. 1 CD.
- Georg Philipp Telemann: Ausgewählte Orgelwerke. D.C. Gloger-Orgel in St. Nikolai, Cadenberge. Neckargemünd: Da Camera, 1974. 1 LP.
- Louis Vierne: Complete Organ Music. Aufgenommen in St. François-de-Sales, Lyon, St. Antoine-des-Quinze-Vingts, Paris, und in der Rockefeller Memorial Chapel, University of Chicago. Leeuwarden: Brilliant Classics, 2022. 8 CDs.
- Helmut Walcha: Chorale Preludes Vol. 1. Aufgenommen in der First Presbyterian Church, Springfield, IL. Naxos 8.572910. 1 CD.
- Helmut Walcha: Chorale Preludes Vol. 2. Aufgenommen in der First Presbyterian Church, Springfield, IL. Naxos 8.572911. 1 CD.
- Johann Gottfried Walther: 15 Barockkonzerte für Orgel nach verschiedenen Meistern der deutschen und italienischen Schule. Aufgenommen 1982 im Martinsmünster (Colmar). Köln: Deutsche Harmonia Mundi, 1982. 3 LPs.
- Charles-Marie Widor: Organ Symphonies Vol. 1 : Symphonies Nos. 1 and 2, Op. 13. Aufgenommen in der Rockefeller Memorial Chapel, University of Chicago. Naxos 8.574161. 1 CD.
- Charles-Marie Widor: Organ Symphonies Vol. 2 : Symphonies Nos. 3 and 4, Op. 13. Aufgenommen in der Rockefeller Memorial Chapel, University of Chicago. Naxos 8.574195. 1 CD.
- Charles-Marie Widor: Symphonie Nr. 5 op. 42 : & Andante sostenuto aus der Symphonie Gothique op. 70. Aufgenommen im Februar 1983 in der Cathédrale St. Croix in Orléans. Signum, 1983. 1 LP.
- The C.B. Fisk Organ, Opus 101, at Southern Methodist University : Werke von Grigny (Pange lingua), Tournemire (Paraphrase-Carillon), Zwillich (Präludium), Buxtehude (Präludium BuxWV 151), Bach (Triosonate BWV 530) und Reger („Wachet auf“ op. 52 Nr. 2). (nur die Werke von Buxtehude, Bach, Reger, sonst Robert T. Anderson). Aufgenommen im Juni 1994 (Anderson) und Juli 1994 (Rübsam) an der C.B. Fisk-Orgel im Caruth Auditorium der Southern Methodist University in Dallas, Texas. Valparaiso, IN: RMC Classics, 1994. 1 CD.
- Orchestral Dreams : Werke von Percy Whitlock (Sonate c-Moll) und Louis Vierne (Adagio aus der 6. Sinfonie op. 59; Marche triomphale op. 46). Aufgenommen 1992 (Vierne) und 1997 (Whitlock) in der Rockefeller Memorial Chapel, University of Chicago. Saarbrücken: IFO Records, 2003. 1 CD.
- The Romantic Organ / Romantische Orgelmusik (Edward Elgar, Max Reger, Charles-Marie Widor, Franz Liszt). Aufgenommen im November 1988 in der Rockefeller Memorial Chapel, University of Chicago. Bietigheim: Bayer Records, 1988. BR 100 049. 1 CD.
- Soli Deo Gloria: The Reddel Memorial Organ : Werke von Marchand, Bach, Scheidemann, Buxtehude, Widor und Dupré. Aufgenommen 1996 in der Chapel of the Resurrection, Valparaiso University, Indiana. Valparaiso, IN: VUCA Media, 1999. 1 CD.
- Reubke, Reger, Vierne, Alain: Digital Live Recording. Aufgenommen im Februar 2003 an der Stahlhuth/Jann-Orgel von St. Martin in Dudelange, Luxembourg. Saarbrücken: IFO Records, 2003. 1 CD.

### Klavier
- Johann Sebastian Bach: Englische Suiten Nr. 1-3. Naxos 8.553012. 1 CD.
- Johann Sebastian Bach: Englische Suiten Nr. 4-6. Naxos 8.553013. 1 CD.
- Johann Sebastian Bach: Französische Suiten Nr. 1 & 2, Italienisches Konzert, Chromatische Fantasie und Fuge.

Italienisches Konzert BWV 971; Chromatische Fantasie und Fuge BWV 903; 1. Französische Suite d-Moll BWV 812; 2. Französische Suite c-Moll BWV 813. Naxos 8.550709. 1 CD.
- Johann Sebastian Bach: Französische Suiten Nr. 3-6. Naxos 8.550710. 1 CD.
- Johann Sebastian Bach: Auszüge aus dem Klavierbüchlein für Wilhelm Friedemann Bach; 5 kleine Präludien BWV 539-543. Naxos 8.553097. 1 CD.
- Johann Sebastian Bach: Inventionen und Sinfonien. Naxos 8.550960. 1 CD.
- Johann Sebastian Bach: Partiten Nr. 1 & 2.

1. Partita B-Dur BWV 825; 2. Partita c-Moll BWV 826; Präludium und Fughetta G-Dur BWV 902; Capriccio B-Dur BWV 992 (über die Abreise seines geliebten Bruders). Naxos 8.550692. 1 CD.
- Johann Sebastian Bach: Partiten Nr. 3 & 4. Naxos 8.550693. 1 CD.
- Johann Sebastian Bach: Partiten Nr. 5 & 6. Aufgenommen im Mai 1992 in Valparaiso, Indiana (USA). Naxos 8.550694. 1 CD.
- Johann Sebastian Bach: Toccaten BWV 910-916. Aufgenommen im September 1989 in Heidelberg. Naxos 8.550708. 1 CD.

### Lautenklavier
- Johann Sebastian Bach: The Art of Fugue, BWV 1080, Vol. 1. Counterpoint Records, 2017.
- Johann Sebastian Bach: The Art of Fugue, BWV 1080, Vol. 2. Counterpoint Records, 2017.
- Johann Sebastian Bach: Cello Suites Nos. 1-3, BWV 1007-1009 (Arr. W. Rübsam for Lute-Harpsichord). Counterpoint Records, 2017.
- Johann Sebastian Bach: Cello Suites Nos. 4-6, BWV 1010-1012 (Arr. W. Rübsam for Lute-Harpsichord). Counterpoint Records, 2017.
- Johann Sebastian Bach: French Suites BWV 812–817. Leeuwarden: Brilliant Classics, 2020. 2 CDs.
- Johann Sebastian Bach: Goldberg Variations, BWV 988. Naxos 8.573921. 1 CD.
- Johann Sebastian Bach: Partitas BWV 825–830. Leeuwarden: Brilliant Classics, 2022. 2 CDs.
- Johann Sebastian Bach: Toccatas BWV 910–916. Leeuwarden: Brilliant Classics, 2022. 2 CDs.
- Johann Sebastian Bach: Das wohltemperierte Clavier. Counterpoint Records, 2017–2018.
- Johann Sebastian Bach: Violin Solo Works Transcribed, Vol. 1, BWV 1001-1003. Counterpoint Records, 2018.
- Johann Sebastian Bach: Violin Solo Works Transcribed, Vol. 2, BWV 1004-1006. Counterpoint Records, 2018.
- Georg Böhm: Keyboard Suites Nos. 1-5, Vol. 1. Counterpoint Records, 2017.
- Georg Böhm: Keyboard Suites Nos. 6-11, Vol. 2. Counterpoint Records, 2017.
- Johann Pachelbel: Hexachordum Apollinis. Counterpoint Records, 2017.
- Sylvius Leopold Weiss: Sonatas for Lute transcribed. Leeuwarden: Brilliant Classics, 2021. 1 CD.

## Kompositionen für Orgel
- Fourteen Chorale Preludes: A Guide to Liturgical Improvisation. Minneapolis: Augsburg Fortress, 2010.
- In dulci iubilo: 10 Choralbearbeitungen zur Advents- und Weihnachtszeit. Mainz: Schott, 2011.
- Christ ist erstanden: 10 Choralbearbeitungen für die Fastenzeit und Ostern. Mainz: Schott, 2012.
- 50 Hymn Trios: Hymns for the church year. Brentwood, TN (USA): Jubilate, 2022.
- 50 Hymn Trios, Volume 2: Hymns for communion and general use. Brentwood, TN (USA): Jubilate, 2024.
- Tunes Workbook: Twenty Hymn Trios. Manual – Pedal coordination studies for beginning organists. Inver Grove Heights, MN (USA): Eigenverlag, 2025.[4]

## Beiträge
- Zur Methodik des Orgelübens: Von der Not, der Notwendigkeit und den verborgenen Freuden einer leidigen Pflicht. Organ – Journal für die Orgel, 3, 2000, S. 24–29.
- Orgelüben. Von der Not, Notwendigkeit und (verborgenen) Freuden einer leidigen Pflicht. Bistum Trier, abgerufen am 23. Juli 2025.
- Intelligente Fingersätze: Praktische Ratschläge zur Ökonomie des Orgelübens. In: Organ – Journal für die Orgel, 1, 2007, S. 28–36.
- Hilfreiche und sinnvolle Fingersätze. Bistum Trier, abgerufen am 23. Juli 2025.
- Some aspects of smart organ fingerings or “the best cheater tricks in town”. The Diapason, 98, Juni 2007, S. 20–21.